# Dik al-Jinn
Dik al-Jinn, pseudonimo di Abd Al-Salam Ibn Raghbân al-Kalbi al-Himsî (in arabo ديك الجن عبد السلام بن رغبان الكلبي الحمصي‎?; Homs, 777 – 849), è stato un poeta arabo durante il Califfato abbaside.
Poiché la critica classica non gli ha dedicato molta attenzione, sappiamo molto poco della vita di Dik al-Jinn. I punti salienti della sua biografia sono il suo amore per una donna cristiana di nome Ward, la sua vita dissoluta e il fatto che non lasciò mai la sua città natale, Homs. Era un musulmano sciita.

## Biografia
Dik al-Jinn nacque nel 777 d.C. a Homs, sul fiume Oronte, in uno dei vecchi quartieri, oggi chiamato Bab El-Dreib, da una famiglia discendente da Banu Kalb.
Esistono due teorie contrapposte per spiegare il suo soprannome "Dik al-Jinn" (Gallo dei jinn):
- Sarebbe stato soprannominato così a causa del colore verde dei suoi occhi che evocava il piumaggio del gallo.
- Per il poema elegiaco funebre (rithā') che compose per un gallo che gli fu servito durante un banchetto[3].

Trascorse a Homs la sua movimentata esistenza, durata quasi settantacinque anni. Dell'infanzia non si hanno notizie. Ciò di cui possiamo essere certi è che, durante la sua infanzia, veniva portato nelle moschee dove si trovavano gli insegnanti e gli studiosi, e dove si tenevano i circoli di studio e di ricerca. Questo periodo influenzò la sua infanzia, adolescenza e prima giovinezza, poiché le sue opinioni e la sua poesia riflettono l'acquisizione di una grande quantità di varie scienze del suo tempo.
La giovinezza di Dik al-Jinn è famosa per la sua dissolutezza e il suo amore per il vino che lo spinsero a sperperare la sua fortuna  e soprattutto per l'amore che nutriva per Ward, una cristiana di Homs (poi convertita all'Islam) e per Bakr, un giovane, che uccise entrambi in un impeto di passione.
Sembra che Dik al-Jinn avesse ereditato una grossa somma di denaro da suo padre e che avesse vissuto con questo gruzzolo, sperperandolo per i suoi piaceri. Suscitò così la gelosia e la disapprovazione del cugino, Abu Tayyib, che poi fece credere a Dik al-Jinn che Ward e Bakr si frequentassero. In preda alla rabbia e alla gelosia, Dik al-Jinn li uccise entrambi. Si racconta che egli mescolò le ceneri della sua amata con l'argilla e con esse creò una tazza. In seguito, apprese la verità e pianse per il resto della sua vita in elegie funebri (rithā') che alcuni critici, come Ibn Rashiq, riconoscono come modelli del loro genere.
È considerato uno dei maestri del poeta Abu Tammam.

## Stile poetico
Dik al-Djinn si discosta, come il suo contemporaneo Abû Nuwâs, dalle norme della poesia antica derivata dalla qaṣīda preislamica e dalla sua gamma di temi
beduini. Abbandonando i versi lunghi generalmente preferiti dai poeti dello stile classico, come il tawîl, Dik al-Djinn compose principalmente nei metri basît, kâmil e khafîf. Il suo diwan è composto principalmente da frammenti e brevi pezzi di poesia d'amore (ghazal) ed elegie (rithâ') indirizzate a Ward. Un'altra grande parte della sua poesia è dedicata all'amore per il vino. Ha lasciato anche alcuni lunghi pezzi di
lode (madîh) e una famosa satira (hijâ') indirizzata al cugino Abu Tayyib.
Il suo diwan ci è giunto in particolare attraverso lo sceicco Muhammad al-Samâwî, che fu il primo a raccogliere le sue opere.